# Jürgen Podzkiewitz
Jürgen Podzkiewitz (* 13. Mai 1954 in Alsfeld) ist ein deutscher Filmemacher und Regisseur.

## Berufliche Tätigkeit
Nach einem Studium an der Staatlichen Fachschule für Optik und Fototechnik Berlin begann Podzkiewitz als Clapper/Loader bei Uli Edels Christiane F. – Wir Kinder vom Bahnhof Zoo und danach als Kamera-Assistent bei Heinz Pehlke, Michael Marszalek und anderen. Ab 1988 begann Podzkiewitz eigene Filme und Dokumentationen zu drehen. Sein Film: Der letzte Raucher war deutscher Wettbewerbsbeitrag der Berlinale 1988 und der erste deutsche Film der auf dem renommierten United States Sundance Festival lief (1990).
1992 war er bei den Ausschreitungen in Rostock-Lichtenhagen mit den ZDF-Journalisten Dietmar Schumann und Thomas Euting und über 100 Vietnamesen im dortigen Sonnenblumenhaus eingeschlossen und drehte die dramatischen Bilder ihrer Flucht aus dem brennenden Haus, Bilder, die um die Welt gingen. Das ZDF-Team wurde dafür mit der Carl-von-Ossietzky-Medaille der Internationalen Liga für Menschenrechte und dem Ehrenpreis der IG Medien ausgezeichnet.
Am 24. März 1993 besuchte Podzkiewitz den Astronomen Eugene Shoemaker am Mount Palomar und filmte dabei zufällig die Entdeckung des Kometen Shoemaker-Levy 9, der im Juli 1994 mit dem Jupiter kollidierte. Podzkiewitz drehte etwa 20 Dokumentarfilme, bevor er endgültig ins Regiefach wechselte. Als Regisseur betreute er mehr als 1000 Fernsehsendungen und dozierte nebenbei an der  TFH Berlin im Fachbereich Kamera. Nach einem Intermezzo auf der Karibikinsel Curaçao (Niederländische Antillen) von 2005 bis 2008, lebt und arbeitet Podzkiewitz seit 2009 in der Schweiz.
2018 kritisierte Podzkiewitz die Politik der Bundesregierung im Rahmen der Flüchtlingskrise und unterzeichnete die Gemeinsame Erklärung 2018.

## Videoproduktionen (Auswahl)
- Wildland Namibia
- Save a Rhino
- Namibia – Land der Kontraste
- Unsere Feuerwehr
- Fascinating Curaçao